# Millares (moneta)
Il millares è una moneta d'argento medievale.
Imitava il  dirhem degli  Almohadi, una moneta quadrata d'argento, battuta tra il XII ed il XIII secolo.
I millares furono battuti in Catalogna, Occitania ed Italia.
Furono coniati dal conte vescovo di Maguelone, Bérenger de Frédol (1263-1296), da Giacomo I d'Aragona come signore di Montpellier e probabilmente dal conte di Tolosa e da quello di Provenza.
Alexandre Germain, uno studioso francese del XIX secolo, cita un documento, datato 23 febbraio 1262, trovato nel Cartulario di Maquelonne che contiene la concessione fatta dal vescovo Bérenger de Frédol, vescovo-conte di Maguelone, a tre borghesi, di coniare monetam quæ vocatur millares, d'argento fino, con un peso di 10 denari meno una pougeoise.
In Catalogna furono coniate dal XIII al XV secolo.
Erano usate per il commercio con il mondo musulmano.
Con una bolla del 1266 papa Clemente IV rimproverava il vescovo perché coniava monete con il nome di Maometto.